# Elaphoglossum killipianum
Elaphoglossum killipianum är en träjonväxtart som beskrevs av John T. Mickel. Elaphoglossum killipianum ingår i släktet Elaphoglossum och familjen Dryopteridaceae. Inga underarter finns listade.